# Тогызкудук (Карагандинская область)
Тогызкудук (каз. Тоғызқұдық) — село в Бухар-Жырауском районе Карагандинской области Казахстана. Административный центр Тогузкудукского сельского округа. Код КАТО — 354055100.

## Население
В 1999 году население села составляло 1008 человек (510 мужчин и 498 женщин). По данным переписи 2009 года, в селе проживало 1113 человек (543 мужчины и 570 женщин).

## Верхнесокурское месторождение
Во времена СССР в районе сёл Тогызкудук и Кумыскудук планировалось создание Верхнесокурского топливно-энергетического комплекса (ТЭК) на базе одноимённого месторождения бурых углей. Предусматривалась закладка двух угольных разрезов мощностью 5 млн и 8 млн тонн угля, обогатительной фабрики, для получения топлива, и, в перспективе, электростанции мощностью 3 млн кВт.
Ныне месторождение разрабатывается разрезами «Кумыскудукский» (принадлежит SAT & Co Кенеса Ракишева, зятя казахстанского политика И. Тасмагамбетова) и «Кузнецкий». Также на базе углей Верхнесокурского (ТОО «Разрез „Кузнецкий“») и Шубаркольского месторождений (ТОО «СП „Арбат“») планируется построить завод по переработке угля и производству из него синтетического дизельного топлива класса Евро-5.